# Dichrooscytus vittatipennis
Dichrooscytus vittatipennis är en insektsart som beskrevs av Knight 1968. Dichrooscytus vittatipennis ingår i släktet Dichrooscytus och familjen ängsskinnbaggar. Inga underarter finns listade i Catalogue of Life.